# La Marina (Valle del Cauca)
La Marina es un centro poblado del municipio de Tuluá, en el departamento del Valle del Cauca. Se encuentra situada a 1200 metros sobre el nivel mar, a 15 kilómetros del casco urbano de la ciudad de Tuluá, cuenta con una población aproximada de 2806 habitantes y una temperatura promedio de 23 grados centígrados.
Es un importante sitio turístico de la región para realizar caminatas ecológicas y vivir en un ambiente de sano esparcimiento. La Marina se encuentra en la zona rural montañosa de Tuluá y cuenta con un sinnúmero de sitios recreativos como balnearios, fincas vacacionales, un clima cálido y ambientes naturales propicios para el turismo ecológico.

## Historia
Por allá en el año de 1936, llegó a estas tierras procedente de la capital de la república el Dr. Alfredo Cortázar Toledo, nacido en la mesa Cundinamarca con su señora esposa,  Ana Díaz Y cuatro hijos Marina la mayor, Alfredo, Augusto y Leopoldo cambiaron unas tierra que tenían en Cajica Cundinamarca por unas grandes extensiones de tierra del Don Jesús Sarmiento, propiedad conocida con el nombre de la platina.En ese entonces existían unos pocos pobladores, entre quienes se puede contar con Joaquín Gómez, Manuel Gómez, Jesús Londoño, Jesús Alberto Garzón, Felipe Gonzales, Misael Gonzales, Rogelio Arias, Los luna entre otros, personas dedicadas a las faenas del campo, existían unas cuatro casas, en lo que es hoy el área urbana de La Marina. Estas casas estaban ubicadas donde hoy vive manzano; antiguamente la casa de Mariela Hoyos, la señora viuda de Guillermo Gutiérrez, donde vive Doña Ana Patiño y donde vive Pablo Monroy, que ya no es la misma casa. 
En estas condiciones al Dr. Cortázar le vino la idea de fundar un pueblo, y comenzó con este proyecto donando lotes e invitando a la gente para que levantaran sus ranchos en guadua y bahareque y así se construyeron las primeras viviendas, habiéndose trazado algunas calles,  gracias al Dr. Ramírez Jhons;  Junto con Cortázar.Así fue tomando vida el pueblo, hasta que el 14 de enero de 1940 se protocolizo su fundación y para darle una vida e pueblo cristiano en la casa donde vivía Mariela Hoyos,  se dio la primera misa, el mismo 14 de enero y allí se declaró fundado el pueblo, la misa la celebró el padre Herrán.El Dr. Cortázar dio el nombre de "LA MARINA" en honor a su pequeña hija Marina, quien en esa fecha cumplía 14 años de edad. Cuando Cortázar adquirió la hacienda la platina, pensó en dividirla en dos partes una conservó el nombre primitivo y la otra la llamó La Marina. 
La hacienda la platina al tiempo fue vendida al señor Joaquín Rodríguez.La Marina fue un pueblo que creció muy rápidamente, se puede decir que debido a las influencias y amistades que tenía el Dr. Cortázar hizo posible la rápida expansión de este pueblo que en cuestión de pocos años ya tenía varios habitantes. En el mismo tiempo de su fundación también se construyó la escuela Guillermo Martínez, la inspección de policía donde actualmente esta y rápidamente se vio un pueblo que tomo vida jurídica como centro poblado, en ese entonces el primer inspector de policía fue el señor Jesús Ramos.
Al transcurrir de los años llegaron a la Marina otros pobladores, entre quienes se destacan Leodolo Castro, Pablo Molina, Teodoro Ramírez, Antonio Restrepo, Pedro Taborda, Salvador Russi, Humberto Valderrma, Quienes fueron estableciendo negocios pequeños, Peluquerías, Tiendas, funerarias, etc.
Posteriormente hicieron asiento en la Marina Guillermo Cruz Guevara, Emilio Gaviria, Chepe Jiménez y Manuel León, entre otros como Abelardo Coy, los hermanos Gustavo y Juancho Gómez, José Ángel Montoya, establecieron negocios, tales como el Teatro que primero fue del Dr. Cortázar quien lo hizo y posteriormente de los hermanos Gustavo y Juancho Gómez, otros establecieron almacenes, tiendas, cantinas y expendios de carnes.
Entre esto hay que destacar al Dr. Leopoldo Cortázar, Hijo del fundador, quien ha sido un segundo fundador de La Marina quien donó los lotes para las diferentes instituciones educativas de La Marina como la Concentración de desarrollo rural, el antiguo Gimnasio del pacífico, la obra social la milagrosa, los lotes para la cancha de fútbol. 
Además ha sido la persona que ha hecho múltiples gestiones gubernamentales para que la Marina este donde hoy se encuentra, ha sido un gran gestor sin ánimos lucrativos, políticos, hay que destacar y colocar en muy alto el nombre del señor Leopoldo Cortázar Díaz, Por todo lo que ha hecho por la marina (foto)Personas como Miriam Londoño, Gonzalo Zapata Eusse, quien Prácticamente fue el gestor del Hogar infantil quien junto con Gonzalo Zapata cumplió una gran labor y sacaron adelante el hogar infantil (foto)También destacamos al señor Jesús Cardozo (foto) fue uno de los primeros cofundadores del pueblo actualmente ya fallecido, que desde niño se preocupó por el deporte. Y fue un gran impulsor de todo tipo de actividades deportivas, junto con el señor Medardo Ramírez.
Una de las mujeres más representativa de La Marina fue la Señora Ana Patiño conocida cariñosamente como doña Anita quien fue la educadora tradicional de la Marina y por su pequeña escuelita pasaron grandes profesionales de la vida nacional.
El trazado del parque tal como es hoy lo hizo el señor Guillermo Cruz Sabogal. Antes era un corral en guadua con algunos arbustos y unas pequeñas matas de jardín. La pavimentación del parque lo hizo el señor Luis Grannobles. Y con la participación del gestionamiento de William Valderrama lograron sacar adelante este proyecto. 
Algunas palmas las sembró el señor Ancizar Giraldo estos arreglo fueron pagados por la junta de acción de ese entonces que la componían Jesús Londoño, Guillermo Cruz, William Valderrama, entre otros.
Igualmente y en años recientes, por gestión de la señora: Claudia Valderrama Gonzales, se construyó el polideportivo en el parque principal por medio de gestiones ante la oficina de Acción Social de la Presidencia de la República.
- Datos: Q5964253